# Anthony Okao
Anthony Okao (* 21. April 1998 in Göttingen) ist ein deutscher Basketballspieler.

## Spielerlaufbahn
Der aus der niedersächsischen Basketball-Hochburg Göttingen stammende Okao spielte in der Nachwuchsabteilung des ASC 1846 Göttingen sowie für die Kooperationsmannschaft BBT Göttingen in der Nachwuchs-Basketball-Bundesliga. Erste Erfahrungen im Herrenbereich sammelte er beim ASC in der Regionalliga. 2016 wechselte er zum Münchener Verein MTSV Schwabing, für dessen Herrenmannschaft er im Spieljahr 2016/17 in 22 Regionalliga-Einsätzen im Schnitt 6,3 Punkte erzielte. Zusätzlich spielte er in der NBBL-Mannschaft der Internationalen Basketball Akademie München (IBAM), an der der MTSV beteiligt ist. Mit IBAM wurde Okao im Frühjahr 2017 deutscher Vizemeister in der Altersklasse U19.
Zur Saison 2017/18 wechselte Okao zu den Gießen 46ers in die Basketball-Bundesliga. Kurz vor Weihnachten 2017 wurde er erstmals in einer Begegnung der höchsten deutschen Spielklasse eingesetzt, während er hauptsächlich in der zweiten Mannschaft der Mittelhessen in der 2. Bundesliga ProB spielte. Ende Juni 2018 kam es zwischen Okao und den Gießenern zur Trennung. Anschließend wurde er von den Herzögen Wolfenbüttel (2. Bundesliga ProB) verpflichtet. Er lief für die Herzöge im Spieljahr 2018/19 in 20 Partien auf und erzielte im Durchschnitt 6,0 Punkte sowie 6,7 Rebounds je Begegnung, verpasste mit der Mannschaft aber den Klassenverbleib in der 2. Bundesliga ProB. In der Sommerpause 2019 wurde er vom Bundesligisten Mitteldeutscher BC geholt und erhielt eine Doppellizenz für Spiele mit der BG Bitterfeld-Sandersdorf-Wolfen 06 (2. Bundesliga ProB). Er blieb dort bis 2020.
Okao ging nach Göttingen zurück und spielte wieder für den ASC in der 1. Regionalliga.